# سیارک ۸۴۲۸
سیارک ۸۴۲۸ (به انگلیسی: 8428 Okiko، نامگذاری:1997VJ8) هشت هزار و چهارصد و بیست و هشتمین سیارک کشف شده‌است که در ۳ نوامبر ۱۹۹۷ کشف شد.
قدر مطلق سیارک برابر ۲۲.۴ است.